# Плихал, Томаш
Томаш Плихал (чеш. Tomáš Plíhal; 28 марта 1983, Фридлант, Чехословакия) — чешский хоккеист, нападающий. Провёл 93 матча в НХЛ за «Сан-Хосе Шаркс». Сейчас играет в чешской второй лиге за клуб «Яблонец-над-Нисоу».

## Карьера
Томаш Плихал является воспитанником клуба «Били Тигржи Либерец». За свою карьеру сменил много клубов в различных лигах.
В юниорском возрасте считался очень перспективным хоккеистом. В 2002 году, выступая за «Кутеней Айс» стал чемпионом Западной хоккейной лиги и обладателем Мемориального кубка. Играл в НХЛ за «Сан-Хосе Шаркс» (16 очков в 93 матчах).
После возвращения в Европу, в 2010 году стал чемпионом Финляндии в составе ТПС Турку.
Сейчас играет в чешской второй лиге за «Яблонец-над-Нисоу».

## Достижения

### Командные
Чемпион Западной хоккейной лиги 2002
 Обладатель Мемориального кубка 2002
 Чемпион Финляндии 2010
 Чемпион Оберлиги 2019
 Серебряный призёр чемпионата Финляндии 2014
 Серебряный призёр чешской Экстралиги 2015

### Личные
- Обладатель Джордж Парсонс Трофи 2002

## Статистика
Обновлено на конец сезона 2020/2021
- НХЛ — 93 игры, 16 очков (7 шайб + 9 передач)
- АХЛ — 262 игры, 104 очка (43+61)
- Чешская экстралига — 97 игр, 44 очка (20+24)
- Чемпионат Финляндии — 278 игр, 128 очков (61+67)
- Чемпионат Австрии — 79 игр, 33 очка (11+22)
- Чешская первая лига — 4 игры
- Чешская вторая лига — 56 игр, 97 очков (32+65)
- Немецкая вторая лига — 17 игр, 13 очков (7+6)
- Немецкая оберлига — 33 игры, 48 очков (14+34)
- Западная хоккейная лига — 172 игры, 183 очка (73+110)
- Мемориальный кубок — 4 игры, 4 очка (2+2)
- Еврокубки (Лига чемпионов, Трофей Европы) — 35 игр, 20 очков (13+7)
- Всего за карьеру — 1130 игр, 690 очков (283+407)